# Listă de filme despre cel de-Al Treilea Război Mondial
Aceasta este o listă de filme despre un Al Treilea Război Mondial fictiv:

## A
- Aftershock (În urma dezastrului, 1990)
- Akira (1988)
- Amerika (1987), regia Donald Wrye
- Appleseed (Semințe de măr, 2004)

## B
- The Bedford Incident (Incidentul Bedford, 1965)
- The Big Bang (Le big-Bang, 1987)
- Buried on Sunday (1992)
- By Dawn's Early Light (Până la prima lumină a zorilor, 1990)

## C
- Captive Women (1952)
- Countdown to Looking Glass (1984)

## D
- Damnation Alley (Aleea blestemului, 1977)
- The Damned (Blestemații, 1963)
- The Day After (Ziua de după, 1983)
- The Day the Earth Caught Fire (Ziua în care a fost incendiat Pământul, 1961)
- Def-Con 4 (DEFCON-4, 1985)
- Dr. Strangelove (1964)

## E
- Equilibrium (2002)
- The Evil Forest (Parsifal, 1951) regia Daniel Mangrané, Carlos Serrano de Osma
- Escape from New York (Evadare din New York, 1981)

## F
- Fail Safe (Decizie limită, 1964)[1]
- Fail Safe (Pericol nuclear, 2000)[2]
- The Fifth Missile (1986)
- Friend of the World  (2020)
- Future War 198X (フューチャーウォー198X年, Fyūchā Wō Ichi Kyū Hachi Ekkusu-nen; Viitorul război 198X, 1982)

## G
- Generali da zizilebi (1962) regia Mihail Ciaureli
- Genesis II (TV, 1973) regia John Llewellyn Moxey,[3] produs de Gene Roddenberry[4]

## H
- How I Live Now  (Cum trăiesc acum, 2013) după roman omonim de Meg Rosoff; regia Kevin Macdonald

## I
- In the Year 2889 (În anul 2889; 1969)
- Invasion, U.S.A. (Invazia Americii, 1952)
- Iron Sky (Iron Sky. Invazia, 2012)
- Iron Sky: The Coming Race (2019)
- The Irregular at Magic High School The Movie: The Girl Who Calls the Stars (劇場版 魔法科高校の劣等生 星を呼ぶ少女, Gekijōban Mahouka Koukou no Rettousei: Hoshi o Yobu Shōjo; 2017)[5]

## L
- The Last Man on Planet Earth (TV, 1999), regia Les Landau
- The Last War (Sekai daisensô, Ultimul război, 1961)
- Left Behind: World at War (Abandonați: În prag de război, 2005), regia Craig R. Baxley

## M
- Miracle Mile (Milă miraculoasă, 1988), regia Steve De Jarnatt
- Missile X – Geheimauftrag Neutronenbombe (Incidentul Tehran, 1979), regia Leslie H. Martinson[6]

## O
- On the Beach (Ultimul țărm, 1959)
- On the Beach (Ultimul țărm, 2000)
- One Night Stand (1984) regia John Duigan[7]

## P
- Panic in the City (Panică în oraș, 1968)
- Panic in Year Zero! (Panică în Anul Zero!, 1962)

## R
- Radioactive Dreams (Vise radioactive, 1985)
- Red Dawn (Invazia roșie, 1984), regia John Milius
- Red Dawn (Invazia roșie sau Ultima invazie, 2012); regia Dan Bradley
- The Russians Are Coming (Vin rușii, vin rușii!, 1966)

## S
- The Sacrifice (Sacrificiul, 1986)
- Seven Days in May (Șapte zile în mai, 1964)
- Six-String Samurai (1998)
- South Park: Bigger, Longer & Uncut (South Park: mai mare, mai lung și necenzurat, 1999)
- Spies Like Us (Spioni ca noi, 1985)
- Steel Dawn (Dimineți de oțel, 1987)

## T
- Tenet (2020)
- Terminator 2: Judgment Day (Terminatorul 2: Ziua Judecății, 1991)
- Terminator 3: Rise of the Machines (Terminatorul 3: Supremația roboților, 2003)
- Testament (Testament, 1983)
- This Is Not a Test (1962)
- Threads (1984)

## U
- Ulagam Sutrum Valiban (1973), regia M. G. Ramachandran

## W
- The War Game (1966)
- When the Wind Blows (1986)
- White House Down (Alertă de grad zero, 2013)
- World War III (Der Dritte Weltkrieg, 1998)
- World War III (1982)